# Omri
Omri (in ebraico: עמרי, Omri, ʻOmrî; abbreviazione di עָמְרִיָּה, Omriyya, ʻOmriyyā; "Il Signore è la mia vita") (fl. IX secolo a.C.) è stato un re d'Israele, condottiero militare e primo della stirpe dei re Omridi che comprendono anche Acab, Ahaziah e Ioram, nonché Atalia di Giuda.

## Biografia
Era "comandante dell'esercito" di re Ela quando Zimri uccise Elah autoproclamandosi re. Invece, le truppe di Gibbethon scelsero Omri come re, ed egli li guidò a Tirzah dove catturarono Zimri nel palazzo reale. Zimri diede fuoco al palazzo e morì dopo un regno di soli sette giorni.
Nonostante Zimri fosse stato eliminato, metà delle persone ancora preferivano Tibni invece di Omri. Ad Omri servirono quattro anni per sottomettere Tibni e proclamarsi re d'Israele. Nei primi sei anni la sua capitale fu Tirzah, dopodiché costruì una nuova capitale del regno in Samaria, su una collina che aveva comprato da Shemer.
Omri divenne re d'Israele nel 31º anno di Asa, re di Giuda, e regnò per 12 anni, sei dei quali da Tirzah. I riferimenti biblici parlano di un periodo di rivalità con Tibni tra il 27° ed il 31° anno di Asa. William Albright ne datò il regno all'876-869 a.C., mentre Edwin Thiele propose l'888-880 a.C. per la rivalità con Tibni, e l'880-874 a.C. per il suo regno incontrastato.
Alcuni archeologi, come Israel Finkelstein (professore di archeologia all'Università di Tel Aviv), sostengono che il Libro dei Re minimizzi i risultati ottenuti da Omri. Secondo loro il testo biblico dice che Omri costruì la nuova capitale in Samaria (altro nome con cui si identifica Israele), ma potrebbe aver omesso altre costruzioni commissionate da Omri e dal figlio Acab durante il loro regno. Finkelstein e la sua assistente Norma Franklin hanno identificato costruzioni monumentali in Samaria, a Jezreel, a Megiddo e ad Hazor, in contrasto con l'umiltà dei reperti dissepolti in Giudea, che descrivono una situazione costituita più che altro da una serie di villaggi sparsi, poco aderente al racconto biblico. Finkelstein ha anche rilevato attraverso la datazione al radiocarbonio, che le grandi fortificazioni israeliane associate all'Impero di Salomone, per esempio, di Meghiddo, risalgono ad un periodo di molto posteriore al IX secolo. Altri archeologi israeliani, tra cui Amnon Ben-Tor, Amihai Mazar, William G. Dever e Lawrence Stager, respingono questa teoria, affermando che è contraddetta dall'analisi scientifica del suolo, ed in generale dallo sviluppo della regione, e che la teoria si basa fortemente sulla seriazione delle ceramiche, una tecnica di datazione cronologicamente relativa piuttosto che assoluta, come invece è ad esempio il metodo del carbonio-14. Il dibattito non si è ancora concluso, sebbene recenti scoperte archeologiche a Gerusalemme e Khirbet Qeyiafa sembrino confermare uno sviluppo urbano della Giudea già dal X secolo a.C.
Il regno di Omri su Israele fu abbastanza tranquillo da permettergli di lasciarlo in eredità al figlio Acab, iniziando quindi una nuova dinastia (che alcuni chiamano "degli Omridi"). I suoi discendenti non governarono solo il regno d'Israele per i successivi 40 anni, ma anche il regno di Giuda. Fu abbastanza importante da vedere il suo nome citato su una stele eretta da Mesha, re dei Moabiti, il quale ricorda una sua vittoria su un figlio di Omri, omettendo però il nome del figlio. Thomas L. Thompson (The Bible in History), comunque, interpreta la stele di Mesha ipotizzando che Omri fosse un eponimo, o il leggendario fondatore del regno piuttosto che un personaggio storico. Molti archeologi rifiutano questa interpretazione, convinti che Omri sia una persona vera. I re assiri facevano spesso riferimento ai successori di Omri come appartenenti al "Casato di Omri" (Bit Hu-um-ri-a).

## La dinastia omride
La dinastia fondata da Omri costituì un nuovo capitolo nella storia del regno settentrionale d'Israele. Terminò con quasi 50 anni di costante guerra civile per il trono. Ci fu pace col Regno di Giuda a sud, ed anche cooperazione tra i due stati rivali, mentre le relazioni con la vicina Sidone a nord furono rafforzate tramite matrimoni tra le due corti. Questa pace con i due potenti vicini permise al regno d'Israele di espandere la propria influenza ed il controllo politico in Transgiordania, portando prosperità economica al regno.
D'altra parte, la pace con Sidone portò anche alla penetrazione degli ideali religiosi fenici creando una kulturkampf tra tradizionalisti (guidati dal profeta Elia e dai suoi seguaci) ed aristocrazia (guidati dal figlio di Omri e suo erede Acab e dalla consorte Gezabele). In politica estera, questo periodo fu contemporaneo alla nascita del regno di Aram con sede a Damasco, ed Israele si trovò ben presto in guerra a nord-est. La peggiore minaccia, comunque, fu l'ascesa dell'Assiria, che stava iniziando ad espandersi verso ovest partendo dalla Mesopotamia: la battaglia di Qarqar (853 a.C.), che pose Salmanassar III di Assiria contro una coalizione di re locali, tra cui Acab, fu il primo scontro tra Assiria ed Israele. Fu la prima di una serie di guerre che alla fine portarono alla distruzione del regno di Israele nel 722 a.C. ed alla riduzione del regno di Giuda ad uno stato sottomesso agli Assiri.

## Omri nelle fonti archeologiche

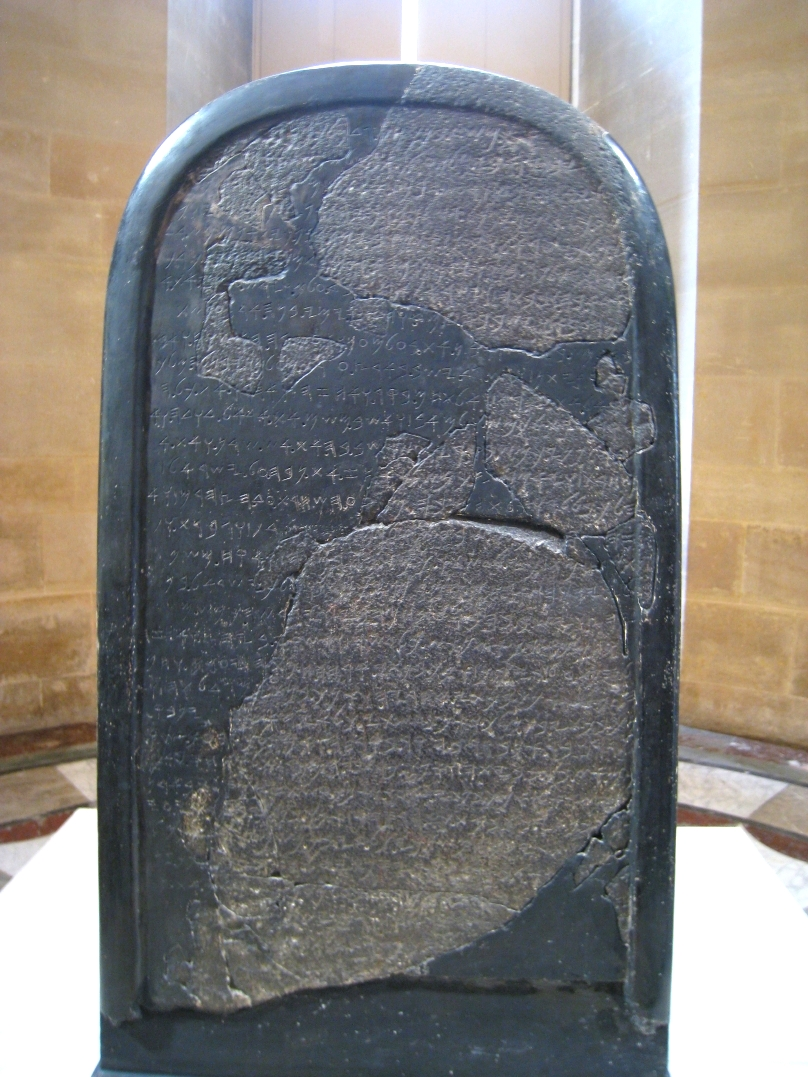
La stele di Mesha

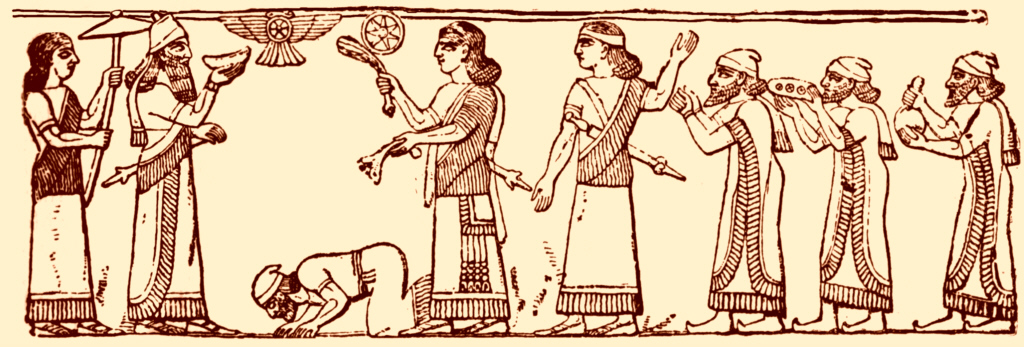
Jehu si inchina davanti a Salmanassar III

In archeologia, Omri appare numerose volte nel secolo successivo. La stele di Mesha moabita (in esposizione presso il museo del Louvre) fa riferimento all'oppressione del Moab da parte di "Omri re d'Israele". Israele sarebbe stata in seguito definita nelle fonti "Casa di Omri" (Bit-Humria), ed il termine "Israele" fu usato sempre meno col passare del tempo. L'altro termine per definire Israele era "Samaria", usato a partire da quando iniziò il regno di Joash. L'obelisco nero assiro (esposto al British Museum) definisce Jehu (figlio di Jehoshaphat figlio di Nimshi) come "figlio di Omri" mentre la Bibbia lo definisce "il figlio di Jehoshaphat figlio di Nimshi".
Archeologicamente parlando, sembra che Omri sia universalmente riconosciuto come fondatore del regno israelita, nonostante Acab sia in realtà il primo re di Israele ad apparire nelle fonti non-israelite.